# National Air and Space Museum
Il National Air and Space Museum (NASM) dell'Istituto Smithsonian è un museo situato a Washington (Stati Uniti) ed è il più popolare dei musei Smithsonian. Ha la più ampia raccolta di aerei e veicoli spaziali nel mondo ed è un centro vitale per la ricerca sulla storia, la scienza e la tecnologia dell'aeronautica e del volo spaziale, così come la scienza planetaria e la geologia e la geofisica. Quasi tutti i velivoli esposti sono originali o copie fedeli.
Grazie ai suoi ben 9,4 milioni di accessi annuali, nel 2003 è risultato il più visitato tra le strutture museali di qualsiasi tema al mondo.
Il museo possiede una sede distaccata nell'area di Chantilly, nella Contea di Fairfax, in Virginia: si tratta dello Steven F. Udvar-Hazy Center.